# Animal de compagnie virtuel
 (octobre 2019).
Si vous disposez d'ouvrages ou d'articles de référence ou si vous connaissez des sites web de qualité traitant du thème abordé ici, merci de compléter l'article en donnant les références utiles à sa vérifiabilité et en les liant à la section « Notes et références ».

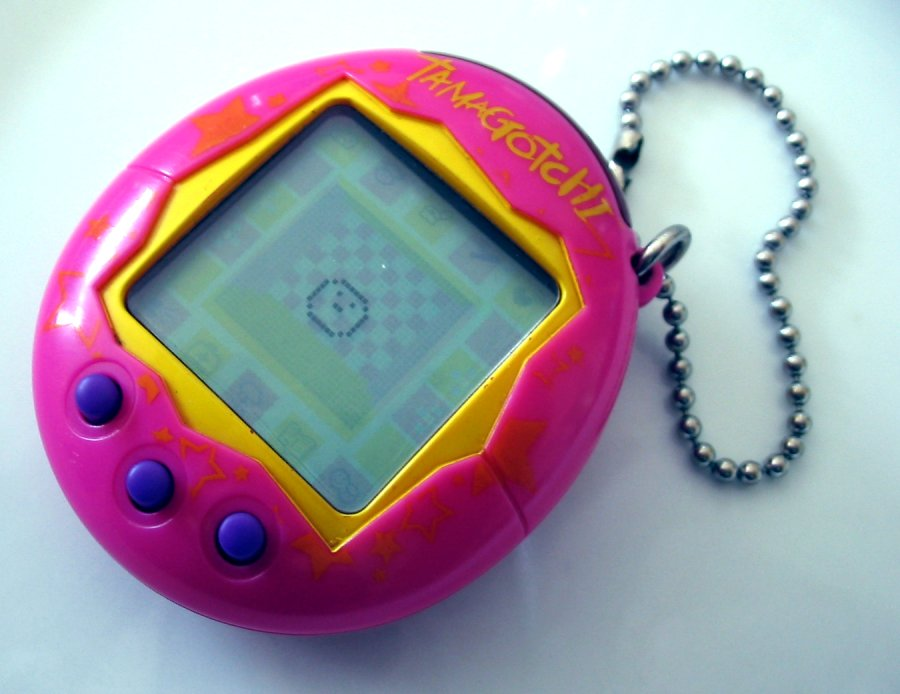
Tamagotchi, animal de compagnie virtuel sous forme de logiciel des années 1990.

Un animal de compagnie virtuel est un type de compagnon artificiel. Ils sont généralement élevés pour l'amusement de leur maître, grâce à une console de jeu ou un ordinateur. 
Il en existe deux formes principales : des logiciels et des peluches électroniques.

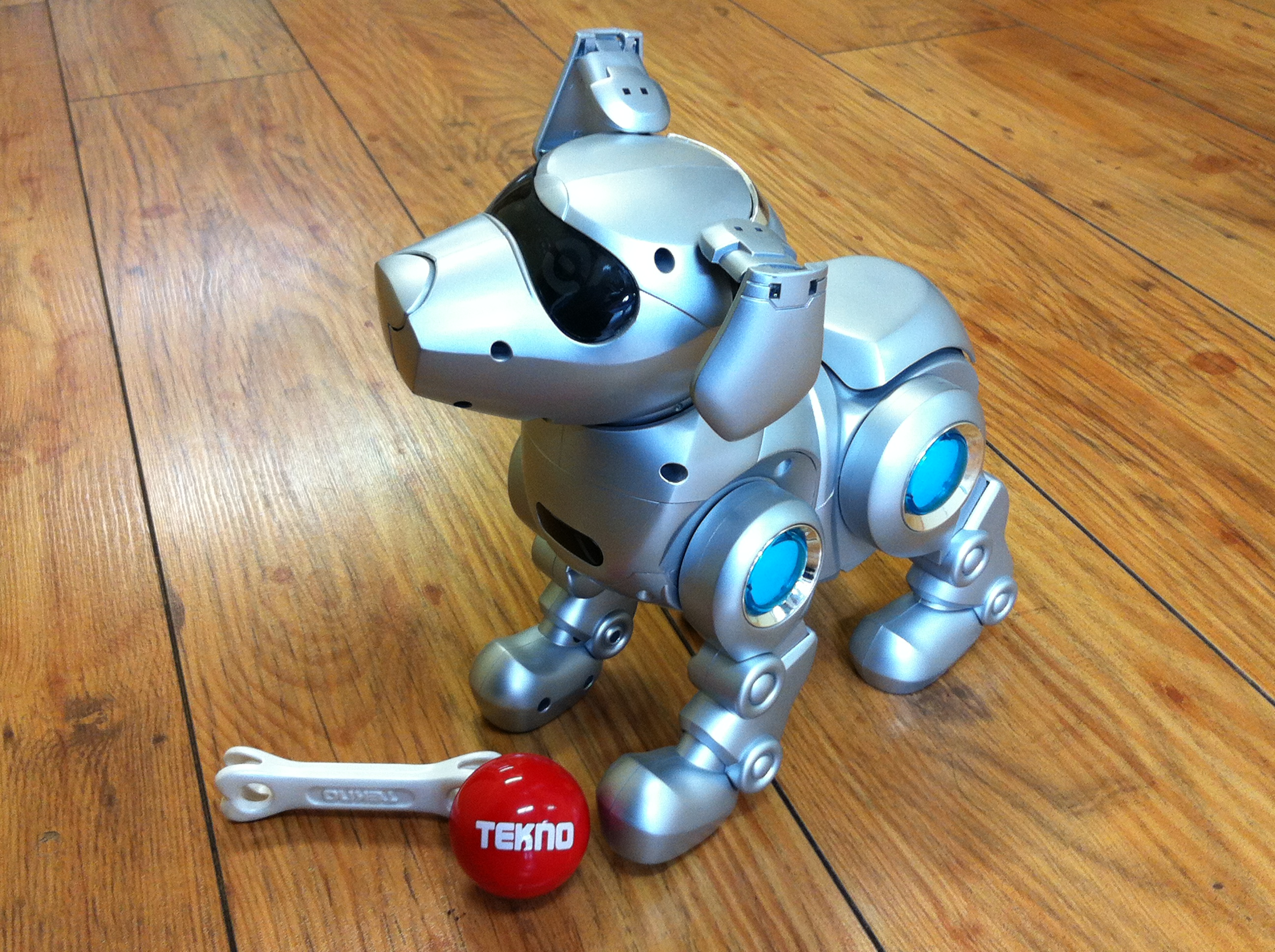
Chiot robot, animal de compagnie virtuel des années 2000 et 2010.

Le but du jeu est de tenir l'animal en vie, de le faire grandir et évoluer. Les enfants sont le principal public visé par ce type de jeu, car cela leur permet de s'occuper d'un « animal virtuel » sans toutes les contraintes imposées par un animal réel. Il peut se trouver sur une petite console comme les tamagotchi ou sur Internet sur des sites d'élevage virtuels. On peut les trouver sous toutes formes et toutes tailles mais le principe est toujours le même : il faut le nourrir, le nettoyer, enlever ses saletés, en fait il faut le chouchouter comme un vrai animal de compagnie pour éviter qu'il ne s'« ennuie » ou qu'il ne « meure »

## Exemples de jeux
- Aibo
- Adopt Me!
- Chao
- Creatures
- Cromimi
- Digimon
- Furby
- Neopets
- Nintendogs
- Pet Rock
- Pleo
- Tamagotchi
- Webkinz